# Megaselia seticosta
Megaselia seticosta är en tvåvingeart som beskrevs av Borgmeier 1962. Megaselia seticosta ingår i släktet Megaselia och familjen puckelflugor. Inga underarter finns listade i Catalogue of Life.